# Kamikaze (cóctel)

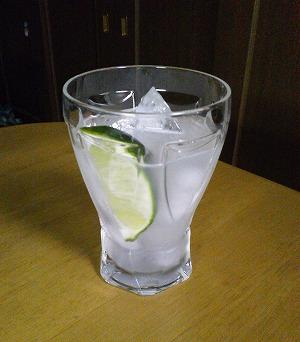
Kamikaze

Este combinado tiene el vodka como principal ingrediente, y su origen es posterior a la Segunda Guerra Mundial, o al menos de 1945, cuando empezó a generalizarse el término.

## Preparación
En una coctelera con hielo, añadir una parte de zumo de lima o limón recién exprimido, 6 partes de vodka y tres partes de un Triple sec, como Cointreau, Curazao o Grand Marnier. Tras agitarlo enérgicamente, colarlo y servirlo en una copa de cóctel. Se puede adornar con una guinda roja en el interior de la copa, o una rodaja de la fruta empleada en el borde. Para calcular la cantidad de una parte, se puede usar como medida el zumo resultante de exprimir la fruta que empleemos.

## Variaciones
Existe gran cantidad de variaciones, no solo en las proporciones, sino también en los ingredientes.